# Balti Metodista Teológiai Főiskola
A Balti Metodista Teológiai Főiskola (észtül: Eesti Metodisti Kiriku Teoloogiline Seminar) az első metodista főiskola az egykori Szovjetunió területén. A kontinentális Európában itt a legnagyobb a beiratkozottak száma a metodista teológiai intézmények között. A főiskola végzett hallgatói a balti országok metodista gyülekezetein kívül főleg Kelet-Európában és Oroszországban kezdik meg egyházi szolgálatukat.

## Története
1980-ban Eddie Fox, a Nemzetközi Metodista Evangélizáció (World Methodist Evangelism) nevű szervezettől először látogatott Észtországba, az akkori Szovjetunió területére. A metodista mozgalom a kommunista rezsim idejét "földalatti egyházként" élte túl. A politikai rendszer váratlan változásának köszönhetően 1991-től az észt metodista misszió az újraszerveződés fázisába lépett. A Nemzetközi Metodista Evangélizáció támogatásával a teológiai főiskola régi álma is valóra válhatott. Az 1994-ben megvalósult építkezéshez a dél-koreai metodisták is jelentős összeggel járultak hozzá.
A teológiai képzés mintája bizonyos fokig a Asbury Teológiai Főiskola (Asbury Theological Seminary) lett, az Amerikai Egyesült Államokból. Az Egyesült Metodista Egyház (UMC) Wes Griffint és feleségét, Joy-t bízta meg azzal, hogy helyben segítse a főiskola megalapítását. 1994 tavaszán, Andrus Norak, a Tartui Metodista Gyülekezet korábbi lelkésze az Asbury Teológiai Főiskolán szerzett MA fokozatot, majd ő lett a főiskola első rektora. 2007-2009 között Dean Lii Lilleoja volt egy interim időszak rektora, akit 2009-től Meeli Tankler követett rektorként.
Az indulás évében 54 hallgatója volt az intézménynek. Az iskola 1998-ban kapott állami akkreditációt, Észtországban ezen kívül még négy helyen kaphatnak a hallgatók felsőfokú teológiai képzést. A hallgatók a metodista hátterű diákokon kívül evangélikus, baptista, pünkösdi, egyéb kisegyházi, illetve ortodox és katolikus egyházakból kerülnek ki. A főiskola hallgatója volt Rareș Călugăr kolozsvári metodista lelkész is, aki a Romániai Metodista Egyház első lelkésze.

## Gyülekezet
A Balti Metodista Teológiai Főiskola egyúttal Missziós Centrum is, ahol két metodista gyülekezet is működik. A mintegy 500 fős templomtérben vasárnaponként egy észt nyelvű, majd egy orosz nyelvű közösség gyűlik egybe, de az épület számos egyéb hétközi programnak is helyet ad. A Missziós Centrumban egy metodista könyvesboltot is indítottak.